# مولسلوا
مولسلوا (به انگلیسی: Målselva) رودخانه‌ای است که در نروژ جریان دارد.